# David Rücker
David Friedrich Rücker (* 25. September 1776 in Frankfurt am Main; † 30. Mai 1852) war ein Politiker der Freien Stadt Frankfurt.
David Rücker war Kürschnermeister in Frankfurt am Main. Von 1803 bis 1852 war er als Rathsverwandter Mitglied im Rat der Reichsstadt Frankfurt bzw. im Senat der Freien Stadt Frankfurt. Von 1817 bis 1827 war er Mitglied des Engeren Rates. Er gehörte dem Gesetzgebenden Körper 1817, 1820 bis 1821 und 1826 bis 1835 an.